# Nectria truncata
Nectria truncata är en svampart som beskrevs av Ellis 1883. Nectria truncata ingår i släktet Nectria och familjen Nectriaceae.   Inga underarter finns listade i Catalogue of Life.